# Église Saint-Michel de Clansayes
L'église Saint-Michel est une église romane située sur le territoire de la commune de Clansayes dans le département français de la Drôme en région Auvergne-Rhône-Alpes.

## Historique
L'église date du XIIIe siècle.
Elle fait l'objet d'une inscription au titre des monuments historiques depuis le 13 juillet 1926.